# ناتاشا كوروليفا
ناتاليا فلاديميروفنا بوريفاي (بالأوكرانية: Наташа Корольова)‏ (بالروسية:Ната́лия Влади́мировна Порыва́й; بالأوكرانية:Наталія Володимирівна Порива́й; ولدت في 31 مايو 1973) المعروفة فنياً باسم ناتاشا كوروليفا مغنية روسية من أصل أوكرانية.

## روابط خارجية
- ناتاشا كوروليفا على موقع IMDb (الإنجليزية)
- ناتاشا كوروليفا على موقع ميوزك برينز (الإنجليزية)
- ناتاشا كوروليفا على موقع ديسكوغز (الإنجليزية)
- ناتاشا كوروليفا على موقع قاعدة بيانات الفيلم (الإنجليزية)
- ناتاشا كوروليفا على موقع كينوبويسك (الروسية)

- Unofficial site
- Natasha Koroleva التسجيلات من ديسكاغز.كوم